# Искровци
Искровци (на сръбски: Искровци или Iskrovci) е село в Западните покрайнини, община Цариброд, Пиротски окръг, Сърбия. Разположено е в географската област Дерекул на около 5 км от българо-сръбската граница при село Петачинци.

## История
Селото се е намирало в бившата Трънска околия и по силата на Ньойския договор е отнето от България в полза на Сърбия.
В стари документи то е отбелязвано като: Изкъровци в 1451 г.; Мали Искровници; Искорофча в 1576 г.; Искровци в 1878 г.

## Демография
Населението на Искровци е предимно българско. Според преброяването от септември 2011 г. то наброява 24 жители. Разпределя се по следния начин:
- 1948 г. – 556 д.
- 1953 г. – 556 д.
- 1961 г. – 378 д.
- 1971 г. – 260 д.
- 1981 г. – 137 д.
- 1991 г. – 61 д.
- 2002 г. – 38 д.
- 2011 г. – 24 д.

| Етнически състав на село Искровци (2002) | Етнически състав на село Искровци (2002) | Етнически състав на село Искровци (2002) | Етнически състав на село Искровци (2002) | Етнически състав на село Искровци (2002) |
| ---------------------------------------- | ---------------------------------------- | ---------------------------------------- | ---------------------------------------- | ---------------------------------------- |
| Етническа група                          |                                          |                                          | процент                                  |                                          |
| българи                                  | българи                                  |                                          | 50,0%                                    | 50,0%                                    |
| неопределили се                          | неопределили се                          |                                          | 42,11%                                   | 42,11%                                   |
| сърби                                    | сърби                                    |                                          | 2,63%                                    | 2,63%                                    |
| други                                    | други                                    |                                          | 5,26%                                    | 5,26%                                    |